# Herrarnas bygelhäst i gymnastik vid olympiska sommarspelen 1996
Herrarnas bygelhäst i gymnastik vid olympiska sommarspelen 1996 avgjordes den 20-28 juli i Georgia Dome.

## Medaljörer
| Gren      | Guld               | Silver                 | Brons                  |
| Bygelhäst | Li Donghua Schweiz | Marius Urzică Rumänien | Aleksej Nemov Ryssland |

## Resultat

### Kval
| Placering | Gymnast                 | Poäng  |
| --------- | ----------------------- | ------ |
| 1         | Fan Bin (CHN)           | 19.549 |
| 1         | Marius Urzică (ROU)     | 19.549 |
| 3         | Li Donghua (SUI)        | 19.487 |
| 4         | Eric Poujade (FRA)      | 19.437 |
| 5         | Patrice Casimir (FRA)   | 19.425 |
| 5         | Huang Huadong (CHN)     | 19.425 |
| 7         | Aleksej Nemov (RUS)     | 19.412 |
| 9         | Yoshiaki Hatakeda (JPN) | 19.362 |

### Final
| Placering | Gymnast                 | Poäng |
| --------- | ----------------------- | ----- |
|           | Li Donghua (SUI)        | 9.875 |
|           | Marius Urzică (ROU)     | 9.825 |
|           | Aleksej Nemov (RUS)     | 9.787 |
| 4         | Patrice Casimir (FRA)   | 9.762 |
| 5         | Yoshiaki Hatakeda (JPN) | 9.712 |
| 5         | Huang Huadong (CHN)     | 9.712 |
| 7         | Eric Poujade (FRA)      | 9.350 |
| 8         | Fan Bin (CHN)           | 9.300 |